# Xacobeo-Galicia
Xacobeo Galicia var et professionelt kontinental-cykelhold fra Spanien. De cyklede i UCI Europe Tour og i UCI ProTour, når de fik wildcard. Holdet blev annonceret 11. juli 2006 som Fundación Ciclismo Galego, efter fire af de ni spanske hold havde trukket sig fra sporten. Xacobeo Galicia blev styret af Rodrigo Rodriguez med assistance fra sportsdirektørerne Álvaro Pino, Jesús Blanco Villar og José Angel Vidal.
Holdet modtog wildcards til Vuelta a España i 2007 og 2008.
Holdet forsvandt i 2010 efter Xunta de Galicia trak sig som sponsorer.